# Lijst van kastelen in Flevoland
Dit is een lijst van (voormalige) kastelen in de Nederlandse provincie Flevoland. In de lijst zijn alleen die (voormalige) kastelen opgenomen die verdedigbaar waren of zo bedoeld zijn, en voor bewoning bestemd waren.
| Kasteel       | Plaats      | Gemeente        | Bouwperiode   | Type         | Huidige staat           | Toegankelijk | Afbeelding |
| ------------- | ----------- | --------------- | ------------- | ------------ | ----------------------- | ------------ | ---------- |
| Kuinderburcht | Luttelgeest | Noordoostpolder | eind 12e eeuw | mottekasteel | terrein gereconstrueerd | ja           |            |

Drenthe ·
Flevoland ·
Friesland ·
Gelderland ·
Groningen ·
Limburg ·
Noord-Brabant ·
Noord-Holland ·
Overijssel ·
Utrecht ·
Zeeland ·
Zuid-Holland